# Peyton Manning
Peyton Williams Manning (New Orleans, Louisiana, 1976. március 24. –) amerikai amerikaifutball-játékos a National Football League-ben (NFL). Az Indianapolis Colts volt játékosa, ahol egy 2004-ben kötött szerződés révén az NFL legjobban fizetett játékosává vált (99,2 millió $).
Peyton Manning a New Orleans Saints korábbi legendás irányítójának, Archie Manningnek a fia, és a New York Giants irányítójának, Eli Manningnek a bátyja. Peyton Manning karrierje a University of Tennessee-n kezdődött el.

## Indianapolis Colts
A kargyengesége és lassúsága miatt sokat kritizált Peyton Manninget 1998-ban első körben választotta a drafton az Indianapolis Colts csapata, aki nem is bánta meg: rögtön az első szezonjában Manning ötféle rookie-rekordot döntött meg (közte a Legtöbb TD-passzt egy Elsőéves Játékostól). Azonban még elég kiforratlanul játszott: abban az évben 28-szor adta el a labdát, ami legtöbb volt a ligában.
A második szezonjában már a Pro Bowl elérése is sikerült, de a rájátszásban rögtön kiesett a Colts. Ezzel kezdődött meg Peyton Manning "playoff-átka": hiába játszott nagyszerűen az alapszakaszban, a rájátszásban 2007-ig nem sikerült nagyobb eredményt nyújtania. Innentől pedig Peyton Manning gyakori résztvevője lett a Pro Bowlnak: 2001-et és 2011-et leszámítva minden évben ott lehetett Hawaiiban.
A 2003/2004-es szezonban a New Orleans Saints ellen karrierrekordnak megfelelő 6 TD-passzt dobott. A szezon végén a nem akármilyen teljesítménye beért: megkapta az első alapszakasz MVP (legértékesebb játékos) díját. Ez később a 2004/2005-ös szezonban és a 2008/2009-es szezonban is sikerült megismételnie.
A 2004/2005-ös szezonban elképesztő játékkal egy addig megdönthetetlennek hitt rekordot döntött meg: az alapszakaszban 49 touchdown passz mellett mindössze 10 interceptiont dobott, vagyis ennyiszer adta el a labdát. Ezzel Dan „The Man” Marino 20 évvel korábban a Miami Dolphinsban elért rekordját adta át a múltnak. Ezt a rekordját a 2007/2008-as szezonban a nagy rivális Tom Brady javította 50 TD-passzra.
2007-ben először jutott el csapatával a Super Bowl-ba, miután az AFC konferenciadöntőjében 38-34-re legyőzte a nagy riválisát, a Tom Bradyvel felálló New England Patriots-ot. Ezzel egy 9 éven át tartó rossz sorozatot szakított meg, amennyiben addig az alapszakaszban tartó jó játékot nem tudta a Play Off-ban folytatni. A döntőben a Chicago Bears csapatával találkoztak, és győzték le őket magabiztos játékkal, megszerezve így első aranygyűrűjét. A Super Bowl MVP-ének, vagyis legértékesebb játékosának is Manninget választották meg.
2009/10-es szezonban a 14-2-0 mérleggel záró Colts az AFC első kiemeltjeként jutott be a Super Bowlba. A többség Manning csapatát tartotta esélyesebbnek a New Orleans Saints ellen, amit az első félidőben sikerült is bizonyítania, de, köszönhetően a New Orleans head coachának, Sean Paytonnak, végül az aranygyűrű Drew Brees ujjára került a 31-17-re végződő meccsen.
2012. március 7-én az Indianapolis Colts felbontotta a szerződést Peyton Manninggel. Ez elsősorban annak köszönhető, hogy Peyton három nyakműtéten esett át, és a 2011-es szezonban nem lépett pályára egy meccsen sem. A Colts a szezont 2-14-es mérleggel zárta Manning nélkül.

## Denver Broncos
Peyton Manning 2012. március 20-án 5 éves szerződést írt alá a Denver Broncos csapatával. A jelentések szerint a QB fizetése 5 év alatt 96 millió $ lesz. Peyton Manning a visszavonultatott 18-as számú mezt kapta meg (amiben a Colts-ban is szerepelt), az egykori szintén QB pozícióban játszó Frank Tripucka engedélyével.
Valószínűleg Peyton Manning szerződésének bejelentése hatására több szabad ügynök (Andre Caldwell (WR), Jacob Tamme (TE), Joel Dreessen (TE) érkezett a Denver Broncos-hoz.
Peyton Manning már első Broncosos meccsén nagy sikert hajtott végre: a Pittsburgh Steelers elleni meccsen 253 yardot passzolt, és még két touchdownt is sikerült szerezni. Az elsővel történelmet is írt: ő lett a harmadik és leggyorsabb irányító, aki elérte a 400 TD-s határt Brett Favre és Dan Marino mellett. Sőt még ebben a szezonban megelőzte Dan Marino 420 TD-jét (436 TD). Nem nagy meglepetésre, ebben az évben megnyerte Az Év Visszatérő Játékosának (AP National Football League Comeback Player of the Year Award) díját. Azonban Manning hiába remekelt a szezonban, "szokásához híven" már az első meccsén, kettős hosszabbítás után, kiesett a későbbi bajnok Baltimore Ravens ellen.
A 2013-as év még ennél is jobban kezdődött Peyton Manningnek: rögtön az első meccsén, a címvédő Baltimore Ravens ellen, hét touchdown passzt szerzett, amivel ő lett a második játékos (Y. A. Tittle után) akinek sikerült egy meccsen 7 TD, 0 INT, mérleget hoznia. Ezután is folytatódott a remek sorozat, az első három meccsén annyi TD-t dobott, mint addig senki. Az első interceptionjére is az ötödik héten került sor: addig 20 TD-t dobott labdaeladás nélkül.